# Anthony M. Young
Anthony M. Young is een Australisch mycoloog in dienst bij de Universiteit van Queensland. Hij heeft een aantal boeken over schimmels gepubliceerd.

## Beschreven soorten
- Hygrocybe aurantipes

## Boeken
- Young AM (2005). Fungi of Australia: Hygrophoraceae. CSIRO. ISBN 0-643-09195-5.
- Young AM (2004). A Field Guide to the Fungi of Australia. University of New South Wales Press. ISBN 0868407429.